# Florentynów (Radomsko)
Pour les articles homonymes, voir Florentynów.
Florentynów (prononciation [flɔrɛnˈtɨnuf]) est un village de la gmina de Kodrąb , du powiat de Radomsko, dans la voïvodie de Łódź, situé dans le centre de la Pologne.
Il se situe à environ 8 kilomètres (km) à l'ouest de Kodrąb (siège de la gmina), 6 kilomètres à l'est de Radomsko (siège du powiat) et 79 kilomètres au sud de la capitale régionale Łódź (capitale de la voïvodie).

## Administration
De 1975 à 1998, le village était attaché administrativement à l'ancienne voïvodie de Piotrków.

Depuis 1999, il fait partie de la nouvelle voïvodie de Łódź.